# هيو مينديز
هيو مينديز (بالإنجليزية: Hugh Mendes)‏ هو رسام بريطاني، ولد في 11 نوفمبر 1955.